# 杭州市地铁集团

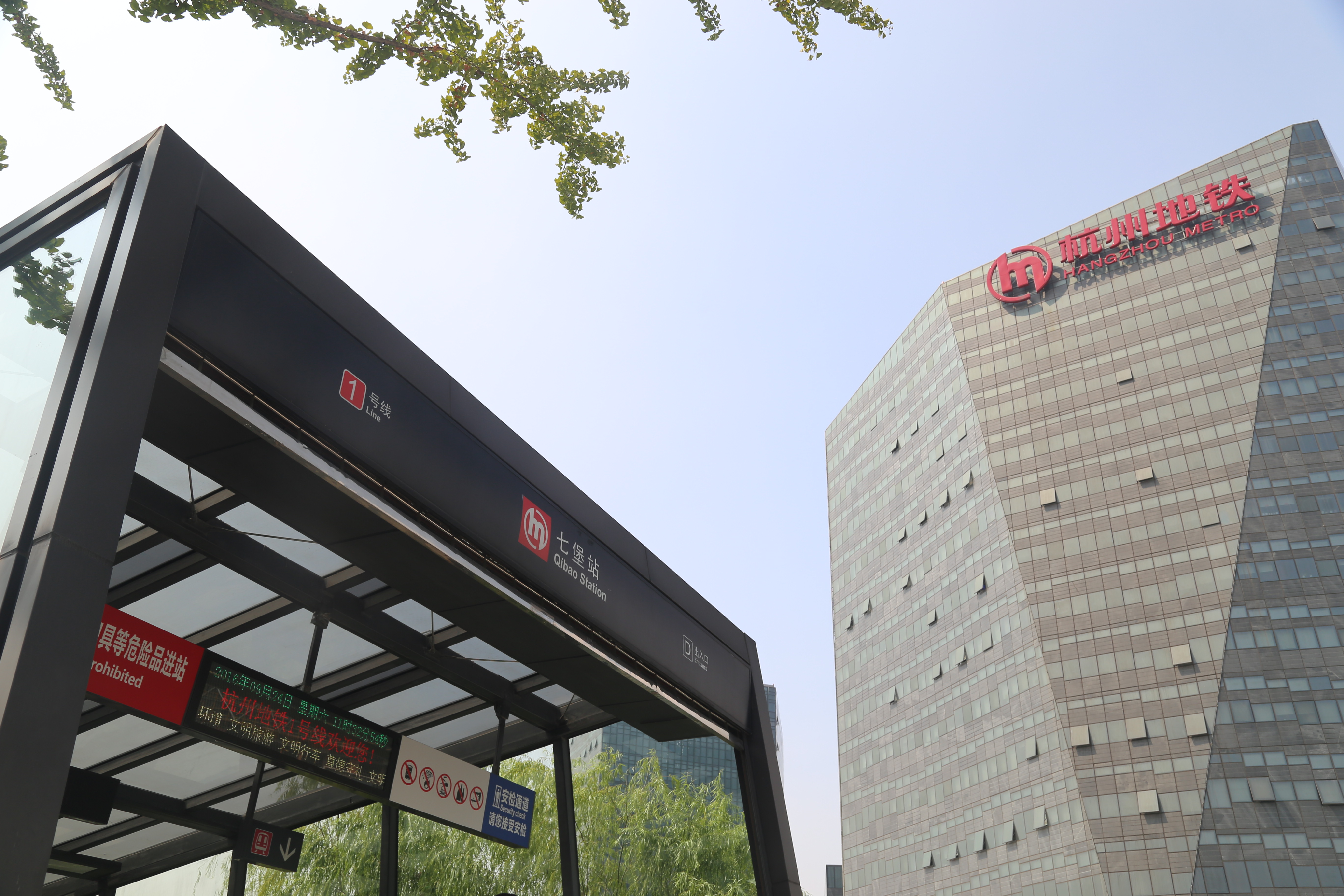
公司总部位于七堡站D入口旁

杭州市地铁集团有限责任公司成立于2002年6月，主要从事杭州轨道交通工程建设、营运与管理、房屋拆迁服务和房地产开发。由杭州市本级、钱塘新区管委会、滨江区、萧山区、余杭区、临平区等多个投资主体共同出资，为杭州市政府直属企业。
杭州市地铁集团的注册地为：杭州市拱墅区庆春路90号14层。集团党委书记、董事长为朱少杰，集团总经理为朱春雷。

## 简介
截至2022年，杭州已开通运营总长516km的地铁线网，共12条地铁线路。并可与海宁市、绍兴市等周边城市的轨道交通直接换乘。
杭州市地铁集团还在杭州市范围内建设和运营一些商业和住宅设施。这些设施是以地铁工程配套为主。比如：
- 地铁东城广场
- 地铁绿城杨柳郡
- 地铁万科杭行荟
- 杭州大厦中央商城
- 龙湖杭州滨康天街
- 杭州中心

## 子公司和分公司
目前集团有以下子公司和分公司：
- 杭州地铁运营有限公司（原集团运营分公司）
- 杭州地铁科技有限公司
- 杭州地铁开发有限公司（曾用名杭州地铁置业有限公司）
- 杭州铁安工程有限公司
- 杭州地铁商业经营管理有限公司
- 杭州地铁资产经营管理有限公司
- 杭州杭港地铁有限公司
- 杭州杭港地铁五号线有限公司
- 杭州市地铁集团建设一分公司（原集团建设一部）
- 杭州市地铁集团建设二分公司（原集团建设二部）
- 杭州市地铁集团建设三分公司（原集团建设三部）

## 负责运营简表
| 部门       | 负责运营                                |
| ---------- | --------------------------------------- |
| 客运一公司 | █ 2号线、 █ 4号线、 █ 9号线             |
| 客运二公司 | █ 3号线、 █ 6号线、 █ 16号线            |
| 客运三公司 | █ 7号线、 █ 8号线、 █ 10号线、 █ 19号线 |
| 杭港公司   | █ 1号线、 █ 5号线                       |